# 肉臊

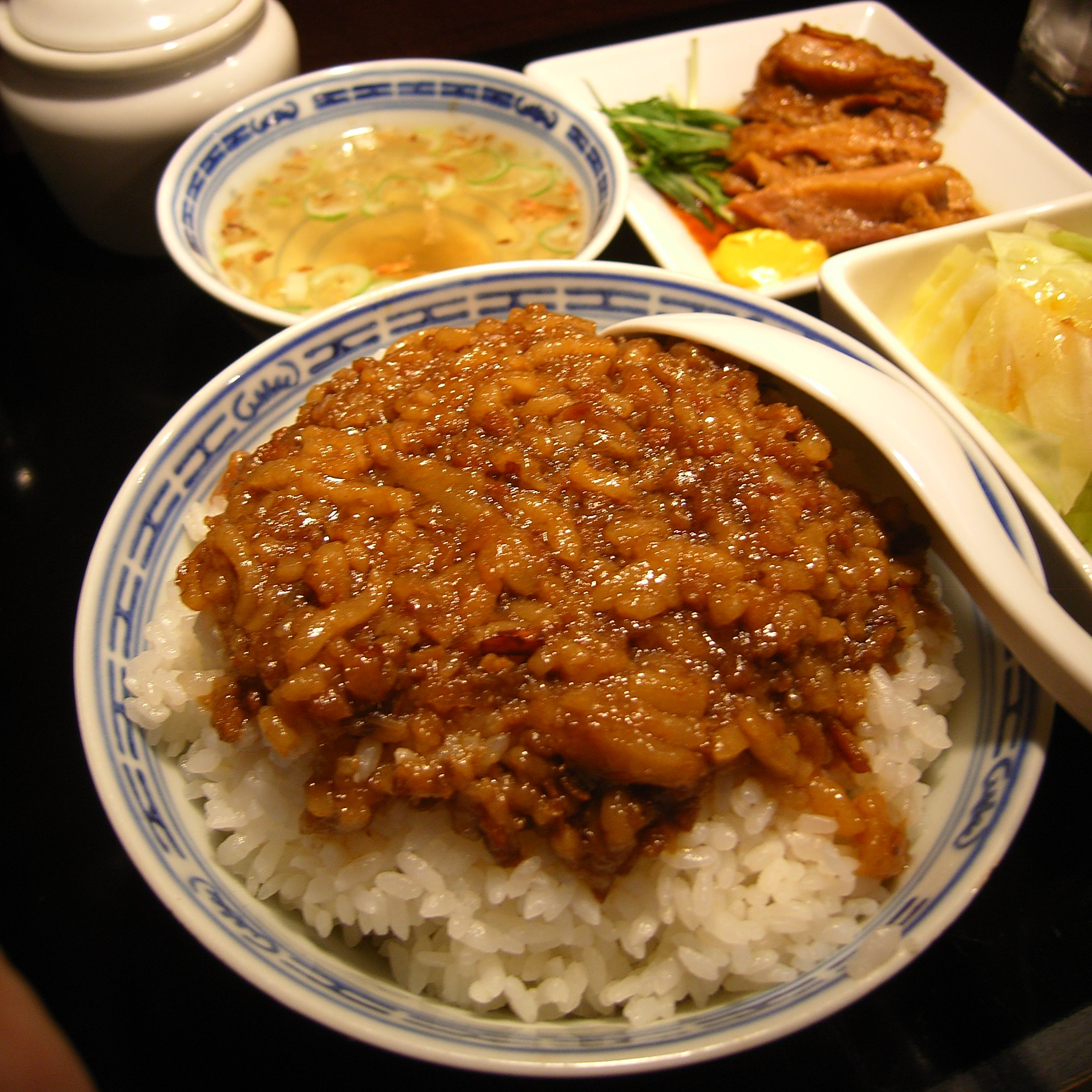
肉臊飯

肉臊（ㄙㄠˋ）、肉燥（ㄙㄠˋ）、臊子、肉臊子，是指用刀子或絞肉機切碎的絞肉。在臺灣有時特指滷過的絞肉，所以也叫滷肉或是滷肉臊，是臺灣与中國大陸美食中常見的配料，是由豬肉、牛肉、羊肉等的絞肉加醬油熬煮後而成，有時也會加入肥肉或豬皮一同熬煮，或是先將肉臊炒香後再熬煮。
素食則會用素肉取代豬肉絞肉製作素肉臊。

## 相关美食
许多中国大陆美食会加入肉臊，比如臊子麵（如岐山臊子面）、麻醬麵、大同刀削麵、新野板麵、宜賓燃麵、肉臊子夾饃。
許多台灣小吃中也會加入肉臊，例如肉臊飯（台灣北部也稱為滷肉飯）就會在白飯上淋上有醬汁的肉臊，像肉臊麵、擔仔麵、陽春麵、米糕，甚至燙青菜中也會加入肉臊。

## 正字
《禮記‧內則》中的記載的周代飲食：「煎醢，加於陸稻上，沃之以膏曰淳熬。煎醢，加於黍食上，沃之以膏曰淳毋」。熬煮肉醬澆在米飯之上，拌著吃，稱為淳熬，澆到黍米飯上，則稱為淳毋，此食品廣為流傳並隨著時間產生許多區域變化。《康熙字典》引《廣韻》、《水滸傳》中也有提及「肉臊」一詞，因為「臊」與「哨」、「燥」讀音相近，在中国大陆“臊子”容易错写成“哨子”，在台灣則「肉臊」容易錯寫成「肉燥」。